# Marc-André Roy
Pour les articles homonymes, voir Roy.
Marc-André Roy (né en 1988) est un jeune auteur natif de Tracadie-Sheila au Nouveau-Brunswick.  
Il a publié son premier conte jeunesse Le mystérieux réveil de Ramsès II en avril 2001, à l'âge de 12 ans aux Éditions La Grande Marée.  Cette publication lui valut une mention honorable de la lieutenante-gouverneure du Nouveau-Brunswick, Marilyn Trenholme Counsell, en septembre 2001.  
En juin 2006, Marc-André Roy procède au lancement de son second roman jeunesse, Les catacombes de Karnak, racontant les péripéties de deux jeunes en voyage en Égypte.
Marc-André Roy est titulaire d'un baccalauréat en science politique avec mineure en histoire de l'Université d'Ottawa et étudie maintenant le droit civil et la common law à l'Université McGill.  De 2006 à 2009, il a été page et premier page au Sénat du Canada.